# Lo olvidé
«Lo olvidé» es una canción escrita e interpretada por el cantautor peruano Pedro Suárez-Vértiz, lanzada el 4 de abril de 2005 como el tercer sencillo de su cuarto álbum de estudio Play (2004).

## Información
Esta canción es considerada como una de las mejores baladas del álbum respectivo y una de las mejores canciones en toda la carrera de Pedro Suárez-Vértiz como solista.

### Videoclip musical
El videoclip oficial del tema fue realizado bajo la dirección de Felo Foncea y Felipe Sepúlveda. Fue filmado en Santiago de Chile y Lima.

### Letra
La letra habla de alguien que cometió errores durante una relación sentimental y luego se arrepiente cuando ya la perdió.

## Créditos
- Pedro Suárez-Vértiz: Voz, guitarra, piano acústico y teclados
- Marcos Villaverde: Batería
- Maricarmen Dongo: Percusión
- Edgar Hinojosa: Charango y quenas